# David Friedrich Strauß
David Friedrich Strauß (hay Strauss) (27 tháng 1 năm 1808 – 8 tháng 2 năm 1874), là một nhà thần học người Đức. Ông viết nhiều tác phẩm nghiên cứu về con người thật của chúa Giêsu, và được xem là người tiên phong trong nghiên cứu lịch sử về Giêsu. Những nghiên cứu của Strauß được đánh giá là đã tạo ra một bước ngoặt trong lĩnh vực nghiên cứu và giải thích kinh thánh.
Các tác phẩm của ông là một lời chỉ trích gay gắt nhằm vào hệ thống thần học và giáo lý thời đó, vì trong các bài viết Strauß đã phủ nhận hoàn toàn tính chất thần thánh của Giêsu. Ví dụ trong tác phẩm nổi tiếng "Cuộc đời của Giêsu", ông đã phủ nhận giá trị lịch sử của các Phúc âm, xem những chuyện siêu nhiên chỉ là thần thoại hoang đường hoặc được thêm thắt bởi những người viết Phúc âm trong cộng đồng Kitô giáo thời sơ khai. Những trước tác của Strauss được cho là có liên hệ với trường phái Tübingen của Ferdinand Christian Baur với ảnh hưởng mang tính cách mạng trong lĩnh vực nghiên cứu Tân ước, lịch sử sơ khởi của Kitô giáo, và các tôn giáo cổ xưa.
Các tác phẩm nghiên cứu lịch sử của Strauß sử dụng triết học biện chứng, nhấn mạnh sự tiến hóa của xã hội là thông qua những mâu thuẫn và đấu tranh nội tại của các thế lực đối lập nhau.

## Thiếu thời

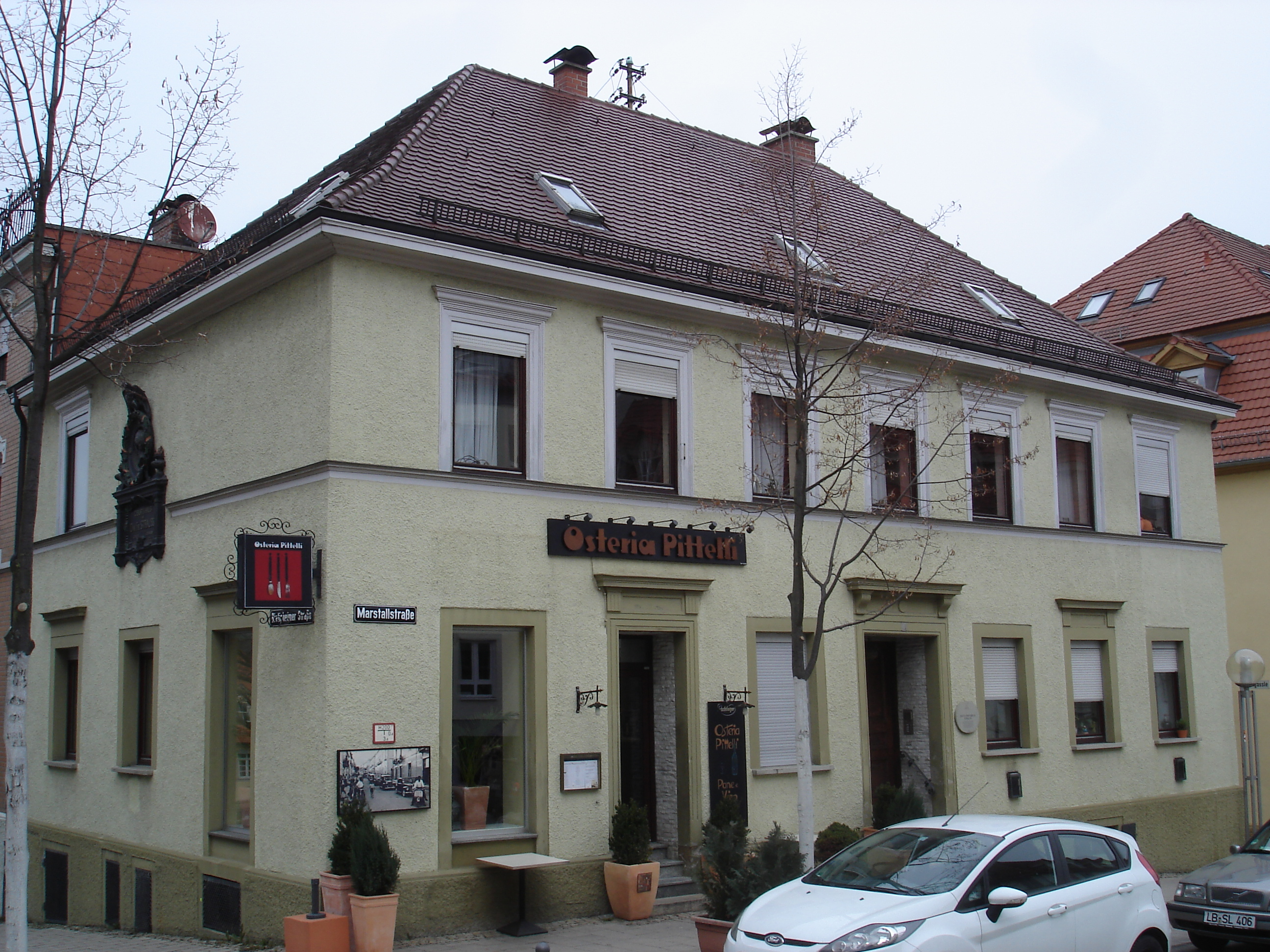
Căn nhà nơi sinh ra David Friedrich Strauß tại Ludwigsburg.

Quê quán và nơi mất của Strauß là thị trấn nhỏ Ludwigsburg gần Stuttgart. Năm 12 tuổi, ông theo học tại một chủng viện của Hội thánh Phúc Âm Đức ở Blaubeuren, gần Ulm để chuẩn bị cho việc học các khóa cao cấp về thần học. Trong số những hiệu trưởng của chủng viện đó là Giáo sư Friedrich Heinrich Kern (1790–1842) và Ferdinand Christian Baur, những người đã gieo vào các học trò của mình sự yêu thích và lòng kính trọng sâu sắc đối với văn hóa thời Cổ đại, cũng như các nguyên tắc cơ bản về phê bình nguyên bản (textual criticism), một chuyên ngành có thể được áp dụng cho việc nghiên cứu văn bản tôn giáo cũng như các văn bản nói chung thời cổ đại. Năm 1825, D. F. Strauß theo học tại Đại học Tübingen. Những giáo sư dạy triết học tại đây không gây được nhiều hứng thú cho Strauß, nhưng ông tự nhận là đã chịu ảnh hưởng mạnh bởi các học thuyết của Friedrich Wilhelm Joseph Schelling, Jakob Böhme, Friedrich Daniel Ernst Schleiermacher và Georg Wilhelm Friedrich Hegel. Năm 1830, Strauß làm trợ lý cho một giáo sĩ địa phương, và chín tháng sau đó ông trở thành giáo sư dạy sử, tiếng La Tinh và tiếng Hebrew của Chủng viện Phúc âm Maulbronn và Blaubeuren.
Tháng 10 năm 1831, Strauß xin thôi công việc giảng dạy để tiếp tục học lên cao và nghiên cứu dưới trướng của Schleiermacher và Hegel tại Berlin. Hegel mất ngay khi Strauß vừa đến Berlin, và mặc dù Strauß tham dự đầy đủ các lớp học của Schleiermacher, ông chỉ cảm thấy hứng thú với những nội dung nói về cuộc đời của Giêsu. Strauß cũng không tìm thấy sự đồng cảm với những môn sinh theo trường phái của Hegel. Mặc dù vẫn còn chịu ảnh hưởng bởi quan niệm của Hegel về sự tách bạch rõ ràng giữa ý tưởng (Vorstellung) và khái niệm (Begriff), Strauß trong thời gian này đã dần dần hình thành những ý tưởng thần học chính của mình, mà về sau được thể hiện rõ ràng trong hai trước tác "Cuộc đời của Giêsu" (Das Leben Jesu) và "Giáo điều Kitô" (Christliche Glaubenslehre). Những quan điểm của ông thường không được chấp nhận bởi người theo phái Hegel. Năm 1832 Strauß trở về Tübingen, giảng dạy môn luận lý học, về Platon, lịch sử triết học và đạo đức học. Những bài giảng của ông được cho là mang lại thành công lớn.

## Tác phẩm "Cuộc đời của Giêsu"
Tuy nhiên, mùa thu năm 1833 Strauß lại xin thôi chức để tập trung vào việc hoàn tất tác phẩm "Cuộc đời của Giêsu". Trước tác này được xuất bản lần đầu khi ông được 27 tuổi, với tên nguyên thủy là Das Leben Jesu kritisch bearbeitet (Tübingen: 1835-1836). Ấn bản lần thứ tư được dịch sang tiếng Anh bởi George Eliot (Marian Evans) (1819–1880) dưới tên "Cuộc đời của Giêsu dưới sự khảo cứu mang tính phê phán" (The Life of Jesus, Critically Examined) (3 tập., Luân Đôn, 1846).
Trong tác phẩm này, Strauß phủ nhận những quan điểm của Giáo hội về Giêsu và cũng không đồng tình với nỗ lực của những người duy lý cố giải thích các phép mầu nhiệm của Giêsu bằng lý luận. Ông cho rằng những chuyện đó mang tính chất "thần thoại", là sản phẩm tạo ra bởi sự thêm thắt của giáo hội và của cộng đồng tín đồ Kitô thuở xưa, vì vậy không thể nào "giải thích" được những chuyện đó bởi các học thuyết của giáo hội cũng như bởi suy luận và lý trí. Nhưng trong khi Hermann Samuel Reimarus cho rằng những chuyện phép mầu đó là do giáo hội cố ý ngụy tạo và bịa đặt ra, thì Strauß đơn thuần xem chúng là những chuyện tưởng tượng mang yếu tố thần thoại của cộng đồng Kitô sơ khai, và ông cho rằng Remarius đã quá khắt khe trong việc đánh giá các thần thoại ấy.
"Cuộc đời của Giêsu" nhanh chóng trở thành một tác phẩm gây chấn động mạnh, nhận được nhiều phản hồi dữ dội. Adam Karl August von Eschenmayer viết một bài đả kích năm 1835, so sánh cuốn "Cuộc đời của Giêsu" giống như sự phản bội của Giuđa Iscariốt. Bài luận này bị Strauß châm biếm là sản phẩm của sự ngu dốt về thần học, sự kì thị về tôn giáo và của một quan điểm triết học "mộng du". Anthony Ashley-Cooper, Bá tước thứ 7 của Shaftesbury thì xem sách của Strauß là sản phẩm của địa ngục. Khi Strauß được bổ nhiệm làm giáo sư thần học của Đại học Zürich, những người chống đối phản ứng dữ dội khiến nhà chức trách phải thu hồi quyết định này.
Nhằm phản bác lại các chỉ trích của phái Hegel về tác phẩm "Cuộc đời của Giêsu", Strauß cho ra đời một bài luận mang tên "Cuốn sách nhỏ có nội dung bảo vệ cho tác phẩm của tôi về cuộc đời Giêsu và xác định tính chất của nền thần học đương đại (Streitschriften zur Verteidigung meiner Schrift uber das Leben Jesu und zur Charakteristik der gegenwärtigen Theologie, Tübingen: E. F. Osiander, 1837), về sau được dịch sang tiếng Anh bởi Marilyn Chapin Massey dưới tiêu đề In Defense of My 'Life of Jesus' Against the Hegelians (Hamden, CT: Archon Books, 1983). Thành viên phe Hegel chỉ trích Strauß dữ dội nhất chính là Bruno Bauer, ông đã viết các bài luận phê phán những tác phẩm của Strauß trong suốt nhiều năm, và thậm chí còn dùng mọi khả năng để giúp đỡ Friedrich Wilhelm Nietzsche khi Nietzsche bắt đầu viết những bài luận tương tự. Trong ấn bản lần thứ ba (1839) của cuốn "Cuộc đời của Giêsu" và trong bài viết "Hai bức thư giảng hòa" (Zwei friedliche Blätter), Strauß đã tỏ ra nhượng bộ các đối thủ của mình đôi phần, dù ông đã rút lại một số nhượng bộ trong ấn bản thứ 4 (1840) của "Cuộc đời của Giêsu".
Điều khiến "Cuộc đời của Giêsu" bị chống đối như vậy, là do Strauß khẳng định rằng những chuyện mầu nhiệm trong thánh kinh thật ra chỉ là huyền thoại hoang đường. Tác phẩm này của Strauß khép lại một giai đoạn mà các học giả tranh cãi về những chuyện kỳ lạ và phép mầu miêu tả trong Tân ước, dưới cái nhìn duy lý khai mở bởi Thời đại Khai sáng, trong giai đoạn đó những người "duy lý" thì cố gắn tìm một cách giải thích hợp lý và chân thực về những phép mầu của Giêsu, còn nhóm những người "siêu nhiên" thì khăng khăng cho rằng những gì trong thánh kinh viết là chính xác và sự can thiệp của một thế lực siêu nhiên là có thật. Trong tác phẩm của mình, Strauß bóc trần sự thật về những "phép mầu" trong Tân ước và đánh giá chúng chỉ như là những chuyện thần thoại hoang đường, giải thích chúng chỉ là những sản phẩm tạo ra bởi giáo hội thời sơ khai, sử dụng những nhân tố Do Thái nhằm miêu tả một Đấng Cứu thế để cố chứng minh Giêsu là Đấng Cứu thế chân thật. Tác phẩm "Cuộc đời của Giêsu" mở đầu cho một giai đoạn mới trong việc nghiên cứu và đánh giá về sự hình thành và phát triển của Kitô giáo.
Năm 1840 và 1841, Strauß xuất bản hai tập của cuốn "Giáo điều Kitô" (Christliche Glaubenslehre), có nội dung nói rằng lịch sử hình thành của tín điều Kitô cũng chính là lịch sử quá trình tan vỡ của chúng.
Một trong những luận điểm gây tranh cãi của Strauß là việc ông bác bỏ tính chất đồng trinh của Đức Mẹ Maria, tức là việc Giêsu sinh ra từ một trinh nữ. Trong cuốn Demythologization, Strauss cho rằng thuyết Đức Mẹ Đồng Trinh là chuyện được thêm thắt vào tiểu sử của Giêsu, mục đích của việc này là vinh danh Giêsu theo cách mà dân Gentile thường vinh danh các anh hùng của họ. Strauß cho rằng nếu muốn vinh danh Giêsu, phải loại bỏ thuyết Đức Mẹ Đồng Trinh và công nhận Giuse là người cha đích thực của Giêsu. Quan điểm của Strauß về Đức Mẹ Đồng Trinh phần nào phản ánh phong trào duy lý Đức trong thần học Tin Lành.

## Giai đoạn "tạm nghỉ" (1841–1860)
Sau khi viết xong cuốn "Giáo điều Kitô", David Friedrich Strauß tạm thời rời bỏ lĩnh vực thần học trong hai thập kỉ. Tháng 8 năm 1841, Strauß kết hôn với Agnese Schebest (1813–1869), một ca sĩ opera giọng Mezzo-soprano nổi tiếng, có học thức cao và xinh đẹp. Sau khi chung sống 5 năm và có với nhau hai mặt con, vợ chồng Strauß đồng ý ly thân.
Trong hai thập niên tạm xa thần học, Strauß tiếp tục duy trì công việc viết lách, và năm 1847 ông xuất bản tại Mannheim cuốn "Người theo Chủ nghĩa lãng mạn bàn về Ngai vàng của các Hoàng đế La Mã" (Der Romantiker auf dem Thron der Cäsaren), trong đó ông so sánh một cách châm biếm về cuộc đời của hoàng đế Julianus "Phản đạo" và vua Phổ Friedrich Wilhelm IV. Strauß nhận xét rằng hoàng đế Julianus là một người mơ mộng, xa rời thực tế, muốn khôi phục lại nền văn hóa cổ xưa bất chấp điều kiện khác biệt của hoàn cảnh hiện tại, và vua Phổ Friedrich Wilhelm IV cũng mơ mộng hão huyền như vậy khi ông ta muốn khôi phục lại những thứ "vinh quang" của xã hội Trung cổ.
Năm 1848, Strauß được đề cử làm đại biểu của Nghị viện Frankfurt, nhưng trong cuộc tranh cử ông bị đánh bại bởi Christoph Hoffmann (1815–1885). Sau đó ông trúng cử vào đại biểu của Württemberg, nhưng các chính sách bảo thủ của Strauß khiến giới cử tri buộc ông phải từ chức. Strauß tiếp tục viết một số tác phẩm tiểu sử khác và giá trị của các tác phẩm này giúp cho Strauß có một chỗ đứng vững chắc trong lịch sử văn học của nước Đức (Schubarts Leben, 2 vols., 1849; Christian Märklin, 1851; Nikodemus Frischlin, 1855; Ulrich von Hutten, 3 vols., 1858–1860, 6th ed. 1895).

## Các tác phẩm cuối đời

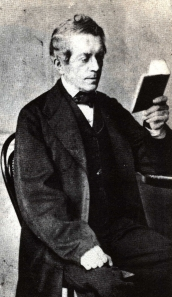
David Strauß năm 1874

Strauß trở lại với lĩnh vực thần học vào năm 1862, khi ông xuất bản một quyển sách nói về tiểu sử của H. S. Reimarus. Hai năm sau, ông xuất bản cuốn "Cuộc đời của Giêsu dành cho người Đức" (Das Leben Jesu für das deutsche Volk bearbeitet) (13th ed., 1904). Tác phẩm này không gây được tiếng vang lớn bằng cuốn "Cuộc đời của Giêsu" viết trước đó; tuy nhiên số lượng phản hồi và phê bình cũng đáng kể. Strauß trả lời các phản hồi này trong bài luận "Một nửa và tất cả" Die Halben und die Ganzen (1865), có nội dung chủ yếu nhằm chỉ trích Daniel Schenkel (1813–1885) và Ernst Wilhelm Hengstenberg (1802–1869). Trong cuốn "Chúa Kitô trong niềm tin và nhân vật Giêsu trong lịch sử" (Der Christus des Glaubens und der Jesus der Geschichte) (1865), Strauß chỉ trích kịch liệt các bài thuyết giảng của Schleiermacher về cuộc đời của Giêsu.
Từ năm 1865 đến 1872, Strauß sống ở Darmstadt, trong thời gian đó, vào năm 1870 ông xuất bản các bài viết nói về Voltaire. Tác phẩm cuối cùng của Strauß là "Đức tin mới và cũ" (Der alte und der neue Glaube, 1872; bản dịch tiếng Anh bởi M. Blind, 1873) gây ra một làn sóng tranh cãi cũng dữ dội gần như cuốn "Cuộc đời của Giêsu". Ngay cả những người bạn thân của Strauß cũng chê rằng ông có cái nhìn một chiều về đạo Kitô và quan ngại về việc ông từ bỏ triết học tâm linh trong chủ nghĩa vật chất và trong khoa học hiện đại. Trong ấn bản lần thứ tư, Strauß thêm vào cuốn sách một lời tựa và lời bạt (Nachwort als Vorwort) (1873). Không lâu sau đó, Strauß ngã bệnh và ông qua đời vào ngày 8 tháng 2 năm 1874.

## Nhận định

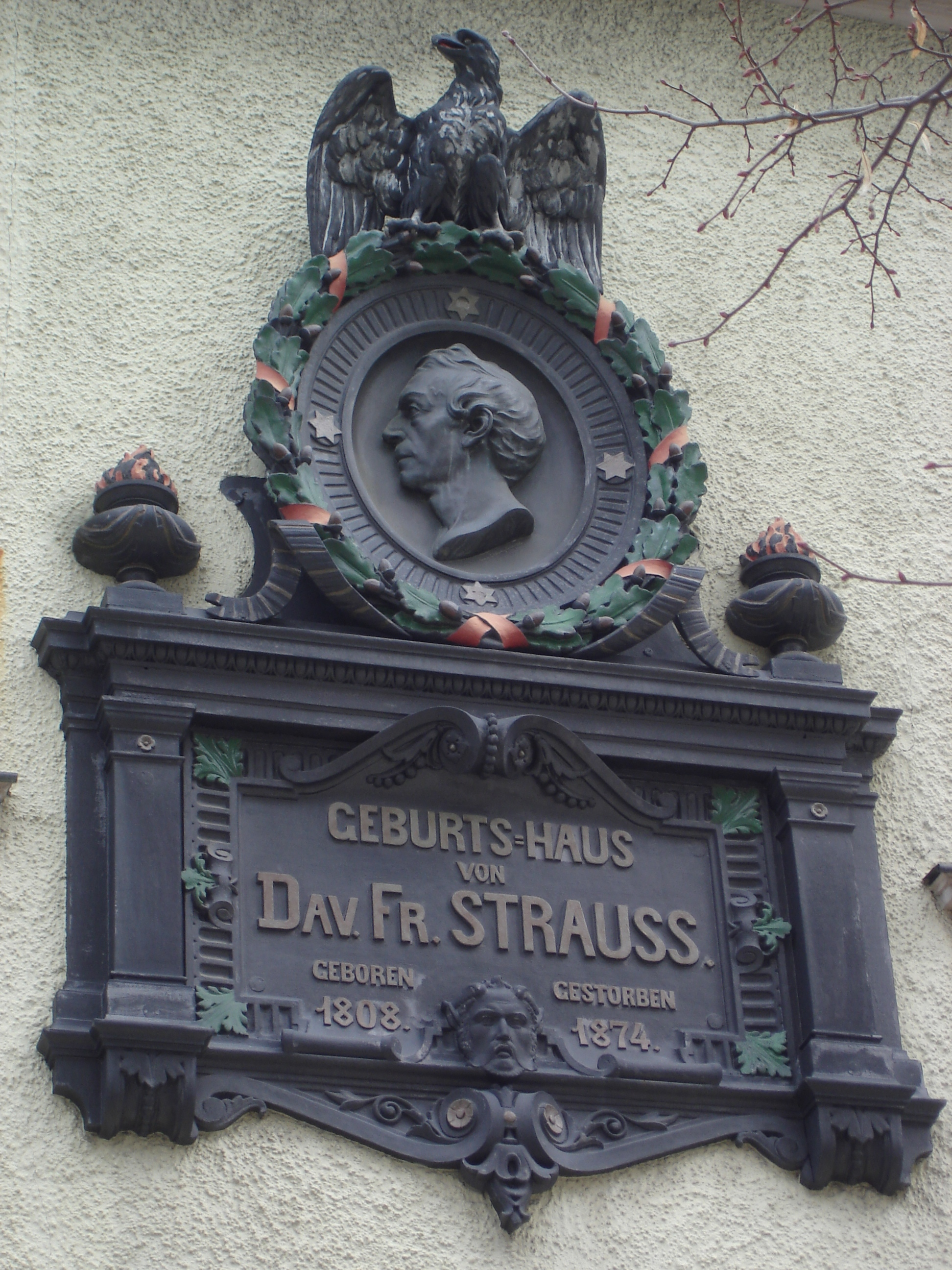
Tấm bảng khắc tên và chân dung của David Friedrich Strauß tại nơi sinh của ông.

J. F. Smith chê Strauß là chỉ có tư duy phân tích và phê phán thuần túy nhưng không có chiều sâu về tình cảm tôn giáo và sự thấu suốt về triết học hay sự cảm thông về lịch sử, vì vậy Smith chê các tác phẩm của Strauß ít có tính xây dựng. Smith cho rằng trường hợp của Strauß đã miêu tả một cách ấn tượng về một nguyên lý của Goethe, rằng đồng cảm là yếu tố cần thiết để có bài phản biện mang tính xây dựng. Smith cũng cho rằng tác phẩm "Cuộc đời của Giêsu" của Strauß chống lại cả quan điểm "chính thống" về Phúc âm và cả những cách nhìn duy lý về nó. Smith cũng chê là Strauß quá khắc nghiệt khi phê phán nội dung Phúc âm, rằng lập luận của Strauß dựa trên những thiếu sót nghiêm trông, tích cực lẫn tiêu cực, rằng Strauß nhìn quá hẹp hòi về các mầu nhiệm trong Phúc âm và không có cách nhìn đúng đắn về bản chất của truyền thống lịch sử. Smith tiếp tục viện dẫn F. C. Baur từng phàn nàn rằng Strauß chỉ trích các nội dung trong phúc âm không dựa trên sự kiểm tra toàn diện về các bản thảo, và tin rằng nếu sử dụng tư duy triết lý sâu sắc và quảng đại hơn, sở hữu các bản thảo chính xác và đầy đủ hơn của các Phúc âm, thì lý thuyết của Strauß dùng cho việc phê phán Kinh Thánh sẽ không thực hiện được.
Một số người khác có cái nhìn khác hơn. Trong cuốn "Cuộc điều tra về con người lịch sử Giêsu" (The Quest of the Historical Jesus) (1906; 1910), Albert Schweitzer cho rằng Strauß đã giáng một đòn chí tử vào những lập luận về Thánh kinh trước đó, vốn được cho là có sức sống nhưng thực chất không phải là như vậy. Schweitzer cũng phân chia lịch sử nghiên cứu về con người Giêsu thành hai giai đoạn, và cột mốc phân định hai giai đoạn đó chính là David Strauß. Còn D.M. Murdock cho rằng, lịch sử của quá trình nghiên cứu những huyền thoại trong Kinh Thánh có thể được cô đọng trong tác phẩm "Cuộc đời của Giêsu" của Strauß. Daniel S. Dapaah nhận định, Strauß đã mang lại "một luồng gió mới" cho mảng nghiên cứu con người lịch sử của Giêsu.
Peter C. Hodgson và James C. Livingston nhận xét, Strauß là người đầu tiên đưa ra câu hỏi về con người lịch sử của Giêsu với một quan điểm cấp tiến, cũng như khai mở ra khả năng tách biệt con người lịch sử Giêsu ra khỏi ảnh hưởng của đức tin Kitô. Trước Strauß, người ta coi các Phúc âm có thể là các tài liệu lịch sử đáng tin cậy được và tin rằng có thể dễ dàng nhận diện con người lịch sử của Giêsu trong những văn bản cổ, nhưng trong cuốn "Cuộc đời của Giêsu" thì Strauß đã phá đổ quan điểm trên. Ông chỉ ra rằng truyền thống Kitô về cơ bản mang tính tôn giáo-thần thoại và xây dựng trên sự tưởng tượng, thi vị hóa, và có quá ít bằng chứng để có thể xây dựng nên một hình ảnh Giêsu chân thật trong lịch sử làm căn bản cho niềm tin Kitô. Và việc đưa ra một câu hỏi về nguồn gốc lịch sử của Giêsu đã xác lập vị trí quan trọng của Strauß trong lĩnh vực thần học.
Marcus Borg cho rằng những lập luận của Strauß cùng phương pháp mà Strauß vận dụng triết học Hegel, định nghĩa của ông về huyền thoại không có sức ảnh hưởng quá lâu dài, nhưng những thông tin cơ bản mà Strauß công bố - ví dụ như nhiều nội dung Phúc âm thực chất chỉ là huyền thoại và huyền thoại thì không hoàn toàn đồng nghĩa với giả tạo - đã trở thành một phần nội dung của trào lưu chính thống hiện nay. Nói cách khác, những gì Strauß công bố trước đây thì gây nhiều tranh cãi, nhưng nay đã trở thành những công cụ tiêu chuẩn trong việc nghiên cứu Thánh kinh.
Người ta cho rằng danh tiếng của Strauß một phần đến từ phong cách trình bày các luận cứ rất rõ ràng, minh bạch và đầy cuốn hút của ông.

## Tác phẩm
Eduard Zeller đã tập hợp phần lớn các tác phẩm của Strauß trong một tuyển tập, chia làm 12 tập sách. Tuyển tập các bức thư được chọn lọc của Strauß  (Ausgewählte Briefe) cũng được xuất bản vào năm 1895.